# Cerhanivka, Cosău
Cerhanivka (în ucraineană Черганівка) este o comună în raionul Cosău, regiunea Ivano-Frankivsk, Ucraina, formată numai din satul de reședință.

## Demografie
Componența lingvistică a comunei Cerhanivka
     Ucraineană (98,89%)
     Alte limbi (1,01%)
Conform recensământului din 2001, majoritatea populației comunei Cerhanivka era vorbitoare de ucraineană (98,89%), existând în minoritate și vorbitori de alte limbi.